# Provincia fitogeográfica prepuneña

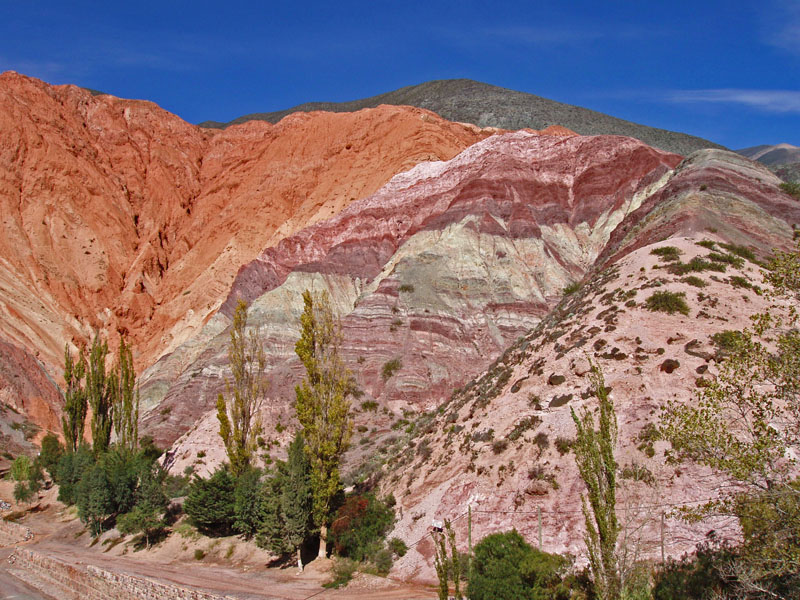
Alrededores de Purmamarca, provincia fitogeográfica prepuneña.

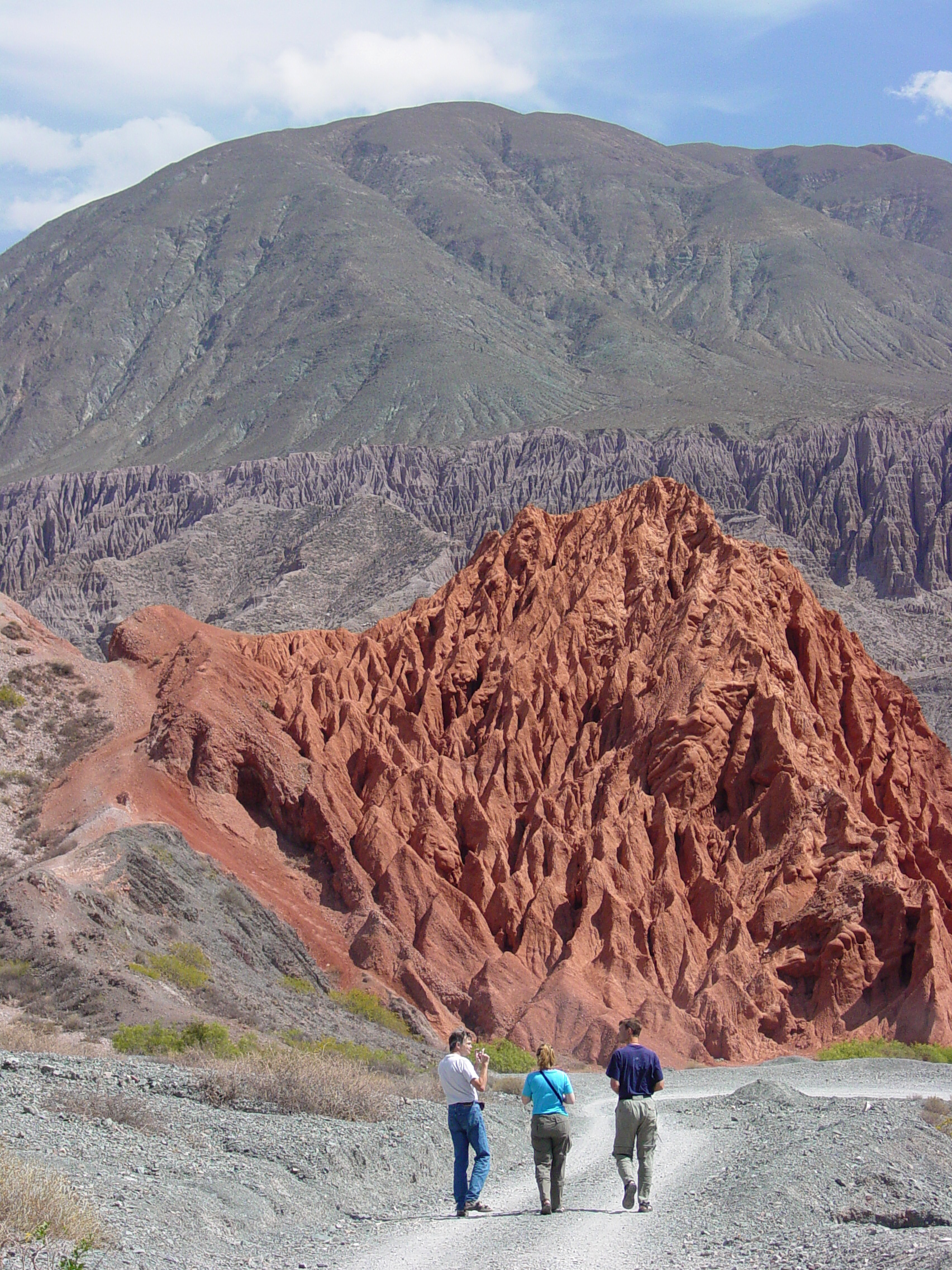
Alrededores de Purmamarca, provincia fitogeográfica prepuneña.

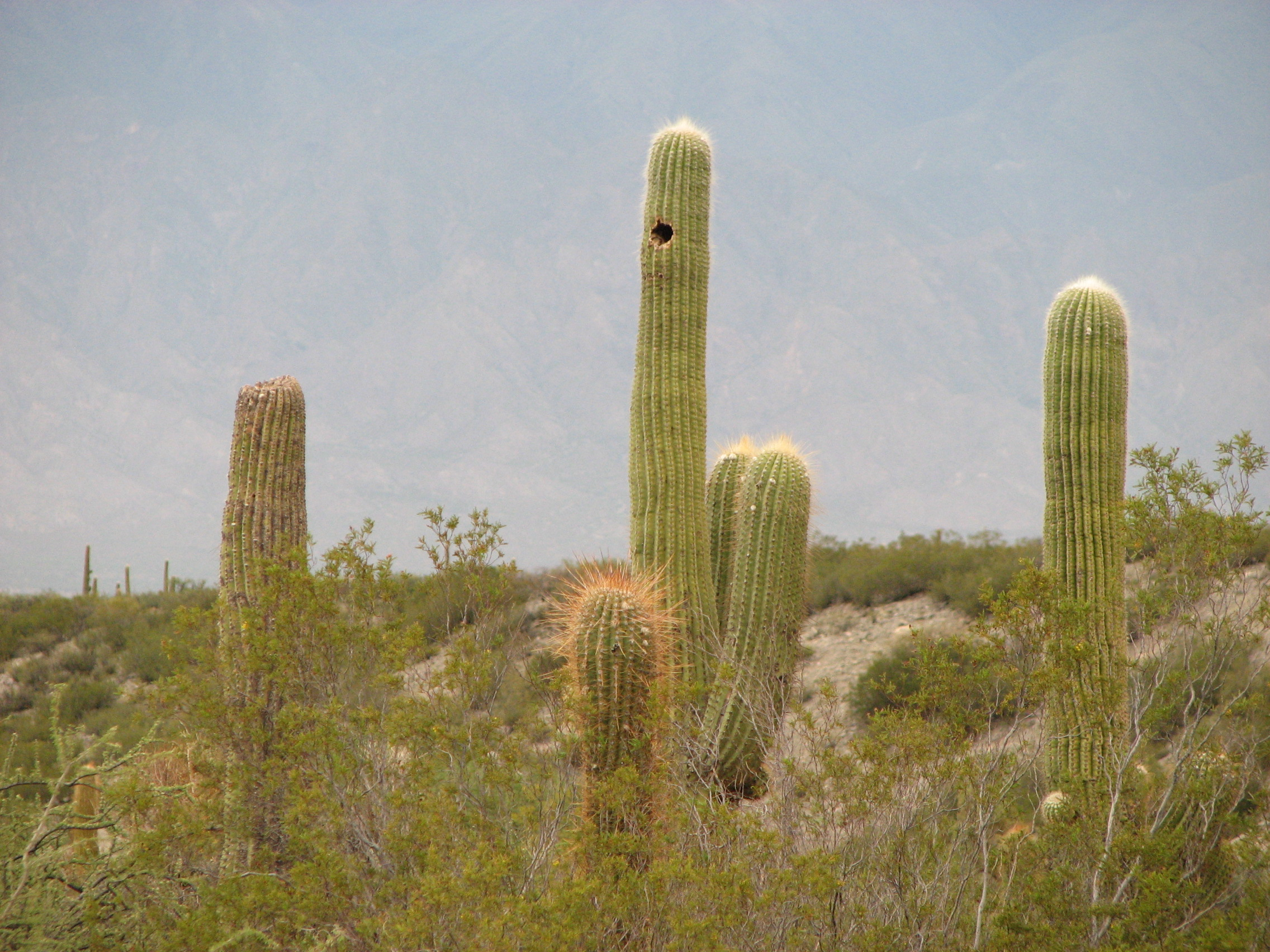
Provincia fitogeográfica prepuneña.

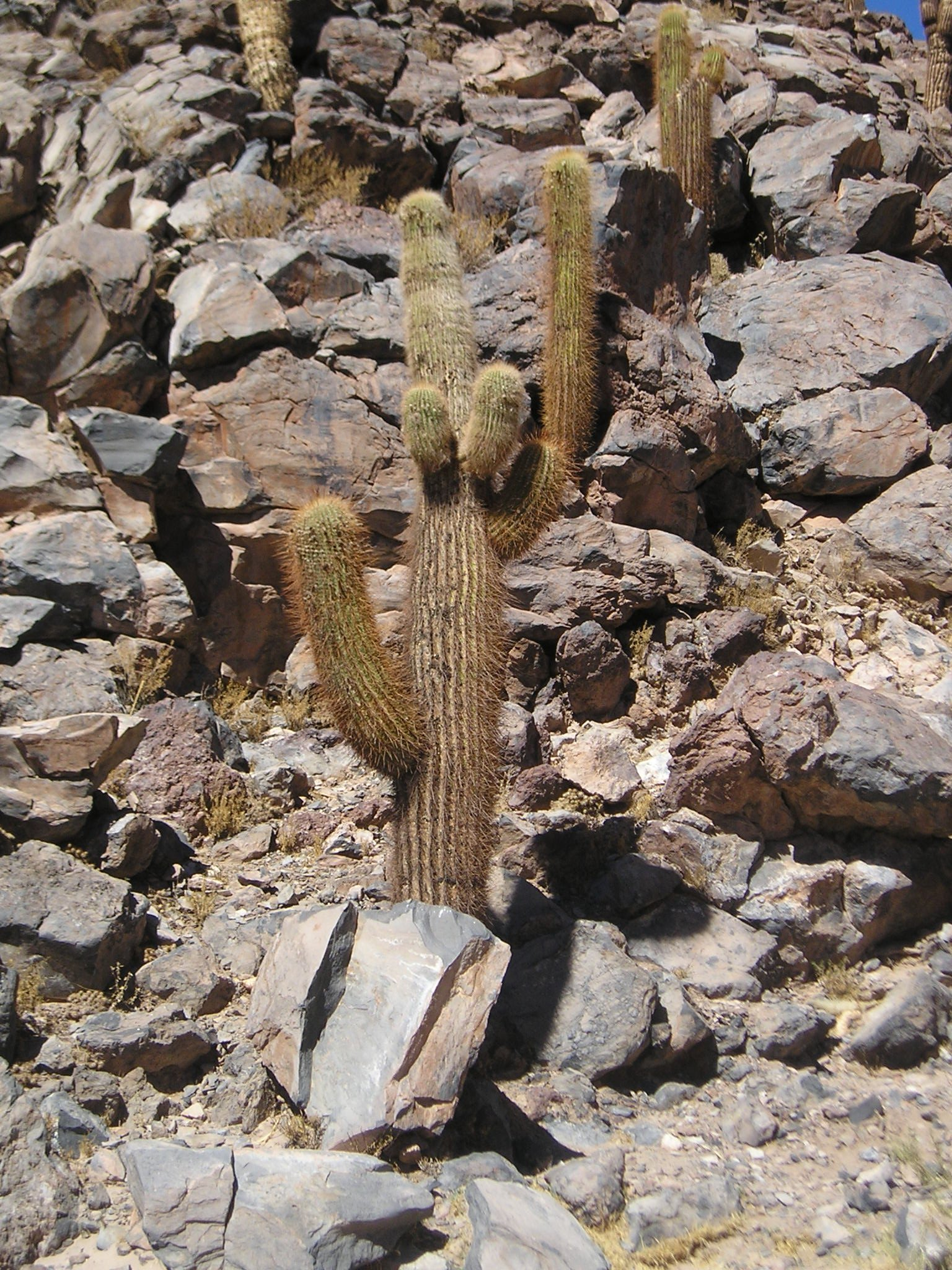
El cardón pasacana (Echinopsis atacamensis pasacana), es una cactácea arborescente dominante en esta formación.

La provincia fitogeográfica prepuneña es una de las secciones en que se divide el dominio fitogeográfico chaqueño. Se ubica en las montañas del noroeste de la Argentina y en el sur de Bolivia. Incluye en su mayor parte formaciones arbustivas bajas con cactáceas arborescentes.

## Sinonimia
Algunos autores la incluyen como un distrito dentro de la provincia fitogeográfica del monte.

## Distribución
Esta provincia fitogeográfica comprende laderas, conos de deyección, y quebradas secas de las montañas del noroeste de la Argentina y en los departamentos de Potosí y Chuquisaca en el sur de Bolivia. La altitud va desde los 2300 hasta los 3400 m s. n. m. en el norte, descendiendo hasta los 800 m s. n. m. en el sur.
Se encuentra prepuna en las provincias de: Jujuy, Salta, Tucumán, Catamarca, La Rioja y, para algunos autores, también en San Juan, y el extremo noroeste de Mendoza.
Se ubica entre la provincia fitogeográfica de las yungas, el distrito fitogeográfico del monte de sierras y bolsones de la provincia fitogeográfica del monte (con quien contacta en las menores altitudes), la Puna (con quien contacta en las mayores altitudes), y el distrito fitogeográfico chaqueño serrano de la provincia fitogeográfica chaqueña. La presencia de prepuna está supeditada a la disposición y orientación de las laderas y quebradas.

## Afinidades florísticas
Esta provincia fitogeográfica guarda estrechas relaciones con la provincia fitogeográfica del Monte vinculada entre otras por las zigofiláceas y las leguminosas mimosóideas, y con la vegetación de los «valles centrales de Bolivia», también llamados «valles secos interandinos». También se relaciona con la provincia fitogeográfica Chaqueña vinculada entre otros por los Prosopis, y con el distrito fitogeográfico de los cardonales de la provincia fitogeográfica del desierto del Pacífico del norte de Chile.

## Características
Esta provincia fitogeográfica se caracteriza por presentar una comunidad climáxica con múltiples endemismos, compuesta por estepas arbustivas xerófilas, integradas por arbustos bajos y esparcidos, especialmente leguminosas mimosóideas, zigofiláceas y compuestas arbustivas, que alternan con gramíneas duras, junto con varias especies de cactáceas, algunas de ellas arborescentes columnares cereiformes, y tapices de bromeliáceas terrestres y epifitas, estas últimas en grandes colchones sobre los cardones. 
La prepuna fue reconocida inicialmente solo para la Argentina, y ya en el siglo XXI fue posible identificar un tipo menos árido de Prepuna en los departamentos de Chuquisaca, Potosí y Tarija en el sur de Bolivia, en latitudes comprendidas entre los 20 y los 22ºS y en altitudes entre los 2300 y los 3200 m s. n. m.

## Suelos
Los suelos son muy pobres, inmaduros, sueltos, muy permeables, pedregosos y arenosos.

## Relieve
El relieve es muy accidentado: laderas empinadas, terrazas, lomas, fondo de valles, quebradas encajonadas, etc.

## Clima
El clima es de un semidesierto cálido, muy seco, y cálido durante el día, con precipitaciones exclusivamente estivales, las que solo se producen en forma de lluvia, y suman un total anual de entre 150 y 200 mm en la Argentina, y entre 200 y 350 mm en el sector boliviano.
Las temperaturas medias son de entre 15 a 19 °C, con mínimas extremas de -8 °C y máximas extremas de 38 °C. 
La intensa radiación solar incide directamente sobre el suelo en los espacios abiertos, por lo cual su temperatura puede superar los 60 a 70 °C.
Los tipos climáticos más característicos son la Tierra fría media, la Tierra fría media desértica, y el Desierto pampeano.

## Especies principales
La comunidad climáxica de este distrito es la estepa arbustiva xerófila, presente en las lomas y laderas suaves, compuesta por arbustos bajos y esparcidos, especialmente leguminosas mimosóideas, que alternan con gramíneas duras, cactáceas, bromeliáceas saxícolas, etc. Dominan la sumalahua (Senna crassiramea), la sacanza (Gochnatia glutinosa), la charcoma (Proustia cuneifolia), Proustia pungens, Aphylloclados spartiodes, Schinus,Baccharis sculpta, Chuquiraga erinacea, Eupatorium patens, Plazia, Gutierrezia gilliesii,Senecio octolepis, Senecio subulatus var. salsus, Ephedra americana, Adesmia inflexa, Caesalpinia trichocarpa, la jarilla pispa (Zuccagnia punctata),Bougainvillea spinosa, Lycium ovalilobum, Lycium ciliatum, Lycium venturii, Verbena asparagoides,Lantana balansae, Bulnesia schickendantzii, Bulnesia retamo, Larrea divaricata, Justicia pauciflora, Plectrocarpa rougesii, Plectrocarpa tetracantha, el sinqui (Cercidium andicola), Krameria iluca, Salvia gillessii, Munroa argentina, Agrostis nana, Baccharis boliviensis, Drymaria, Chenopodium graveolens, Nama dichotoma, Solanum tripartitum, Solanum crebrum, Cleome, Allionia incarnata, Aristida adscensionis, Heterosperma nana, Pectis sessiliflora, etc; con algunas gramíneas: Digitaria californica, Stipa leptostachya, Stipa rupestris, etc.
También encontramos en suelos rocosos cardonales, con varias especies de cactáceas bajas como Echinopsis, Parodia maassii,Parodia tilcarensis, el airampu Opuntia soehrendsii, Opuntia sulphurea, y en especial algunas especies arborescentes columnares, por ejemplo los grandes cardones (Echinopsis atacamensis pasacana, Trichocereus terscheckii, Trichocereus poco, Trichocereus tacaquirensis, Oreocereus celsianus, y Cereus stenogonus). 
Otra comunidad característica son las agrupaciones de bromeliáceas en roseta, tapiz o cojín. Entre las especies principales de bromeliáceas epifitas, que se desarrollan formando grandes colchones sobre la cara sur de los cardones, se encuentran: Tillandsia capillaris, Tillandsia usneoides, Tillandsia xiphioides, etc. Entre las bromeliáceas terrestres destacan: Abromeitiella brevifolia, la cual le aporta el color grisáceo a algunas laderas muy empinadas, Abromeitiella abstrusa, Abromeitiella lorentziana, Deuterocohnia strobilifera, Dyckia, Puya dickioides, Puya fiebrigii, Tillandsia pedicellata, Tillandsia gilliesii, Tillandsia pusilla, Tillandsia bryoides, etc. Entre las plantas de bromelias crecen: Ipomoea acaulis, Echeveria argentinensis, Peperomia peruviana, etc; y teridófitas xerófilas o revivescentes como Pellaea nivea, Pellaea ternifolia, Selaginella peruviana, etc.
Junto a los ríos se encuentran: la chilca (Baccharis salicifolia), Tessaria absinthioides, la cortadera (Cortaderia rudiuscula), el palán-palán (Nicotiana glauca), etc.
La última comunidad son los bosquecillos enanos. En ellos destaca un arbolito espinoso: el churqui (Prosopis ferox) , junto a otros Prosopis, el arca (Acacia visco), Acacia feddeana, el aguaribay (Schinus areira), Cercidium australe, Lithraea ternifolia, la garrocha (Tecoma garrocha), etc.